# (2762) Fowler
(2762) Fowler est un astéroïde de la ceinture principale.

## Description
(2762) Fowler est un astéroïde de la ceinture principale. Il fut découvert le 14 janvier 1981 à la station Anderson Mesa par Edward L. G. Bowell. Il présente une orbite caractérisée par un demi-grand axe de 2,33 UA, une excentricité de 0,15 et une inclinaison de 4,7° par rapport à l'écliptique.

## Compléments